# Oreocarya crassipes
Oreocarya crassipes är en strävbladig växtart som först beskrevs av Ivan Murray Johnston, och fick sitt nu gällande namn av Hasenstab och M.G.Simpson. Oreocarya crassipes ingår i släktet Oreocarya och familjen strävbladiga växter. Inga underarter finns listade i Catalogue of Life.